# Paracles multifarior
Paracles multifarior là một loài bướm đêm thuộc phân họ Arctiinae, họ Erebidae.